# Юній Анній Басс
Юній Анній Басс (*Iunius Annius Bassus, д/н — після 331) — державний діяч Римської імперії.

## Життєпис
Походив з роду Анніїв Бассів. За різними відомостями був онуком або небіжем Аннія Басса, консула-суфекта 284 року. У 317—320 роках був преторіанським префектом Іллірику, підпорядкованим особисто Костянтину I. За цим до 324 року обіймав посаду преторіанського префекта Заходу, а вже після цього призначений преторіанським префектом Італії. За менш достовірною версією проятгом 318—331 років обіймав єдину посаду — преторіанського префекта Італії.
У 331 році був призначений консулом (спільно з Флавієм Аблабієм). Вважається, що був християнином і на власні кошти звів базиліку на пагорбі Есквілін. Відома як базиліка Юнія басса, в якій збереглося його зображення. Також він ототожнюється з Бассом, який був покровителем поета Публілія Оптатіана Порфирія.

## Родина
- Юній Басс Теотекній, міський префект Риму